# BGL (collectif d'artistes)
Pour les articles homonymes, voir BGL.

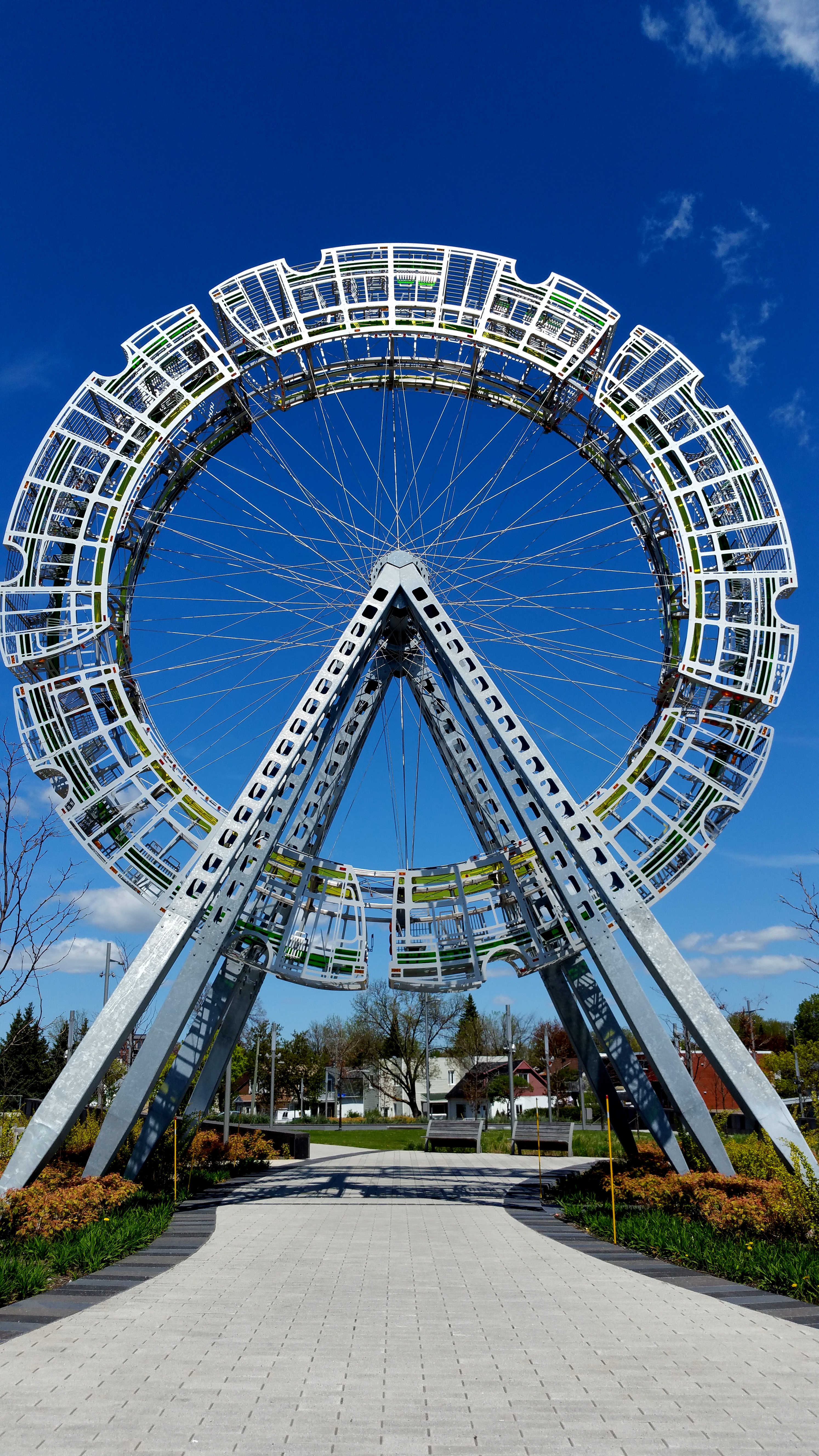
La vélocité des lieux, collectif BGL, intersection Pie-IX et Henri-Bourrassa, Montréal.

BGL est un collectif d'artistes composé de Jasmin Bilodeau (né en 1973), Sébastien Giguère (né en 1972), Nicolas Laverdière (né en 1972) et formé dans la ville de Québec.
Le trio a été formé en 1996, alors que les trois artistes étaient toujours étudiants à l'Université Laval dans la Ville de Québec. Le collectif est représenté par la galerie Parisian laundry à Montréal et Diaz Contemporain de Toronto.

## Œuvres
BGL est connu pour ses installations auto-référentielles et in situ. Son art est en dialogue direct avec la culture contemporaine. Les projets du collectif BGL vacillent entre les limites de la destruction et de l'excès. Le trio remet en question les notions du politique à travers d'absurdes installations et performances. Le trio produit de l'art qui s'engage dans la critique sociale et de cette façon, rappelle le collectif General Idea (1969-1994). BGL cherche, à travers ses œuvres, à contester les frontières entre l'art et la vie. Le trio d'artistes se concentre sur la réalisation d'un corpus d'œuvres qui relèvent d'enjeux sociaux et humanitaires et qui suggèrent une critique de la société dans laquelle il prend part. Ses œuvres ne sont pas la représentation de la réalité, mais plutôt sont créés dans le but d'inviter le spectateur à être conscient de son environnement. BGL est concerné par les valeurs qu'encourage le consumérisme, ainsi que de la fiction de la réalité créée par les médias, la télévision et le cinéma qui impose au spectateur quelque chose de déjà fabriqué et crée une hégémonie qui l'endort. Les références à la nature et aux cultures québécoises et canadiennes sont abondantes dans l'œuvre de BGL, tels que l'attestent la fréquente présence du bois et de la forêt, d'un véhicule tout-terrain qui rappelle la chasse (Jouet d'adulte, 2003) ou encore d'une motoneige suspendue comme une carcasse gelée (Arctic Power, 2008).
Les œuvres de BGL font partie de nombreuses collections privées et publiques, telles que le Musée national des beaux-arts du Québec, la Collection du Musée des Beaux-Arts de Montréal, la Collection du Musée des beaux-arts du Canada ainsi que la Collection du Musée d'Art Contemporain Canadien (Toronto). En 2015, le collectif a représenté le Canada à la Biennale de Venise,, à l'occasion de laquelle il présente une installation intitulée Canadassimo dont le parcours conduit le visiteur à travers trois espaces intérieurs distincts, dont une réplique d'un dépanneur de quartier typiquement québécois.
Canadassimo a été accueilli avec enthousiasme par l'ensemble de la presse internationale, recevant une couverture favorable dans diverses publications italiennes (GQ Italia, La Stampa et Marie-Claire Italie), britanniques (The Herald Scotland, The Guardian et The Telegraph) et allemandes (Berlin Art Kunst).
En juin 2021, le collectif annonce la dissolution du trio.

## Expositions (sélection)
- 1998 : Expo sur tapis, Galerie Trompe-l'œil, Ste-Foy, Québec, QC, Canada
- 2000 : Abondance difficile à regarder, Musée du Québec, QC, Canada[14]
- 2002 : Superdrain sceptique, Axe Néo7, Gatineau, QC, Canada
- 2005 : Rapides et dangereux et Montrer ses trophées, « Cynismes », Manif d’art 3 - biennale de Québec, QC, Canada[15],[16]
- 2006 : « Le discours des éléments », L'œil de poisson et le Musée des beaux-arts du Canada, Québec et Ottawa, QC et ON, Canada
- 2008 :
  - « Flagrant délit. La performance du spectateur », Musée des Beaux-Arts du Canada, Ottawa, ON, Canada[17]
  - « C’est arrivé près de chez vous », Musée national des beaux-arts du Québec, Québec, QC, Canada[18]
  - « Les 15 ans du Prix Videre », Centre d’exposition de Baie-St-Paul, Baie St-Paul, QC, Canada
  - « Vue sur Québec », collaboration Jump Ship Rat et Biennale de Liverpool, Liverpool, Angleterre[19]
  - Domaine de L’angle II, « Nuit Blanche », Toronto, ON, Canada[20]
  - « Québec gold », Reims, France[21]
- 2009 :
  - « Making it work/ mettre en œuvre », Galerie d’art Leonard et Bina Ellen, Montréal, QC, Canada
  - « Manœuvres\ Maniobres », Galerie Toni Tàpies, Barcelone, Espagne
- 2010 : 
  - « The Dorm », The Model, Sligo, Ireland, 2010
  - « La Colonie / 25 ans de l’Œil de Poisson », Deschambault, Québec, QC, Canada[22]
  - Sobey Award, Musée d’art contemporain de Montréal, QC, Canada[23]
- 2011 : 
  - « Nuit Blanche », Paris, France[24]
  - CAFKA, Biennale de Kitchener, Kitchener, ON, Canada[25]
- 2012 : « Oh, Canada », MassMoCA, North Adams, MA, États-Unis[26]Chicha muffler, Place publique, Fonderie Darling, Montréal
- 2013 :

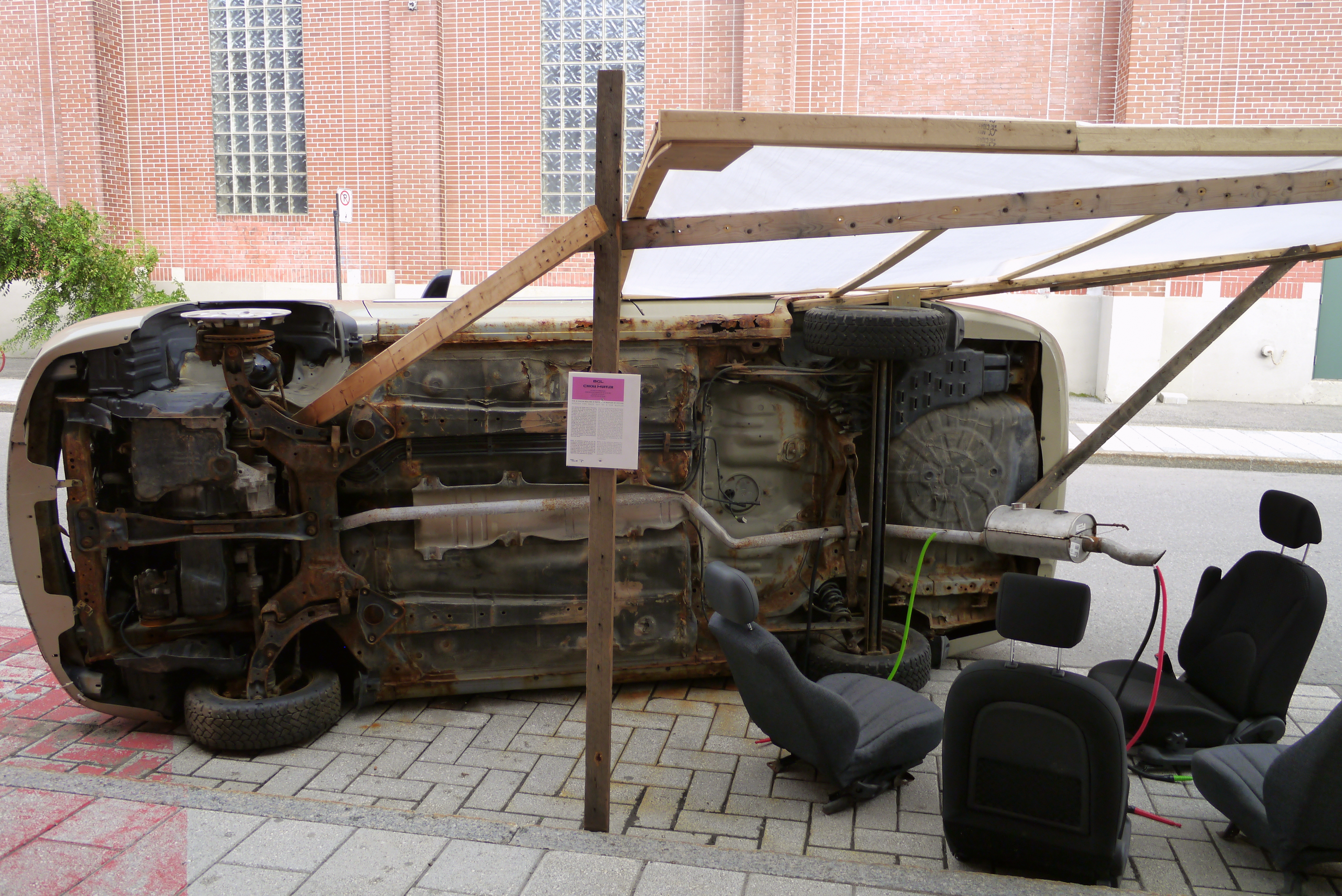
Chicha muffler, Place publique, Fonderie Darling, Montréal

  - bgl : Sculpteurs Bonimenteurs, Musée d’art contemporain des Laurentides, Saint-Jérôme, QC, Canada
  - Taxi Chicha Muffler, Cultural Hijack, Londres
- 2014 : Le dernier étage, Où tu vas quand tu dors en marchant ?, Québec, QC, Canada
- 2015 : Canadassimo, Biennale de Venise, Venise, Italie[12]
- 2016 : Le caroussel, « Humanorium », Ex muro, Montréal et Québec, QC, Canada
- 2017 : 
  - Le dépanneur Canadassimo, Biennale Canadienne, Collection Musée des beaux-arts du Canada, Ottawa, ON, Canada[27]
  - L’atelier Canadassimo, « L’art de la joie », Musée national des beaux-arts du Québec, Manif d’art 8 – Biennale de Québec, Québec, QC, Canada
- 2019 : Le portail, Passages insolites, Ex Muro, Québec, QC, Canada[28]
- 2020 : « Panorama d’un cycle pop », « Croire », Centre Raymond Lasnier, Biennale de sculpture contemporaine de Trois-Rivières, Trois-Rivières, QC, Canada[29]
- 2021 : BGL: Two Thumbs Up Arts and Crafts, Centre des arts de la Confédération, Charlottetown, PE, Canada[30]

### Exposition rétrospective
- 2022 : Exposition rétrospective, Musée d’art contemporain Baie-Saint-Paul, Baie-Saint-Paul, QC, Canada[31]

## Prix et reconnaissances
- 2017 - Prix du CALQ - Œuvre de l'année dans la Capitale-Nationale pour l'exposition Canadassimo[32]
- 2022 - Prix Videre Reconnaissance[33]